# Canyon de Cotahuasi
Le canyon de Cotahuasi (en espagnol : Cañón de Cotahuasi) également nommé « Canyon des Merveilles » ou « Bassin de Cotahuasi », se situe à environ 400 km au nord-ouest de la ville d'Arequipa, dans le sud du Pérou.
Il est considéré comme le canyon le plus profond du continent américain, atteignant une profondeur de 3 535 mètres.
Le canyon se trouve dans la province de La Unión et fait partie d’une aire naturelle protégée : la Réserve paysagère du bassin de Cotahuasi.

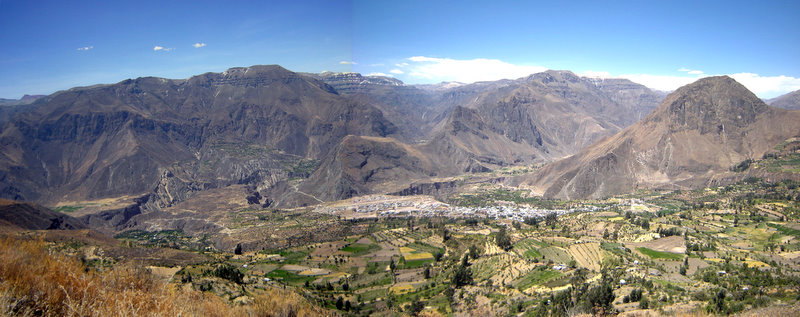
Paysage Cotahuasi

## Localisation
Le bassin de Cotahuasi se situe au sud du Pérou. Il est délimité par les coordonnées suivantes : UTM 683,370 et 790,415 Est et 8’275,582 et 8’380,125 Nord. Compris entre 14°40´22" et 15°35´27" de latitude Sud, 72°19´15" et 73°18´08" de longitude Ouest.
Le bassin de Cotahuasi coïncide avec la province de La Unión, dans la région d'Arequipa, c'est un des affluents du fleuve Ocoña, qui rejoint l'océan Pacifique. 

## Accès
La seule route carrossable qui relie le canyon au reste du pays est la route qui passe par Chuquibamba (province de Condesuyos, dans la région d'Arequipa) puis Aplao (province de Castilla) puis rejoint Cotahuasi. Le début du trajet emprunte la Panaméricaine sud.
Quatre compagnies de bus partent quotidiennement du terminal terrestre d'Arequipa entre 16 et 18 heures.
Le trajet en bus dure de 10 à 12 heures, en passant par les villages de Siguas, Corire et Aplao, au cœur de la vallée fertile de Majes, puis commence une ascension jusqu'à la pittoresque localité de Chuquibamba. Ensuite, la route, qui n'est plus goudronnée, continue son ascension jusqu'à Visca, passant par un col à 4 500 m d'altitude, entre les massifs du Solimana et Coropuna, pour finalement descendre dans le canyon de Cotahuasi. 

## Altitude
C’est le canyon le plus profond d’Amérique (3 535 mètres de profondeur), dans le secteur de Ninancocha. La mesure a été réalisée en 1995 par les membres de l'association Nanin Runas Perú, ainsi que des étudiants de la Faculté d'ingénierie géographique et environnementale de l'Université nationale Federico Villarreal. Le canyon de Cotahuasi est 335 m plus profond que le canyon de Colca, mais moins profond que divers canyons dans l'Himalaya. Le canyon de Cotahuasi est une gorge impressionnante que le fleuve a érodée au nord puis à l'ouest des massifs montagneux du Nevado Coropuna (6 425 m) et Solimana (6 093). Il s’étend depuis le nord-est des contreforts du glacier du Solimana jusqu’à sa confluence avec le fleuve Ocoña. 
Le fleuve Cotahuasi prend sa source dans la lagune Huanzococha, à plus de 4 750 m d'altitude, puis reçoit les confluents fleuve Huayllapaña aux alentours de Pampamarca, par le nord, et le Huarcaya proche de Tomepampa, vers l'ouest, il parcourt ainsi tout le canyon pour finalement s'unir au fleuve Maran et former le fleuve Ocoña, qui se jette dans l'océan Pacifique.

## Aire naturelle protégée
Superficie : 490 550 ha (122 km de large et 80,6 km de long).
La province de La Unión est une réserve paysagère établie par un décret de mai 2005. Cette réserve protège un environnement dont l'intégrité géographique préservée montre une harmonieuse relation entre l'homme et la nature, et hébergent d'importantes valeurs naturelles, esthétiques et culturelles.
Le sous-bassin de Cotahuasi coïncide particulièrement avec la province de La Unión, dans un espace dans lequel l'adaptation de l'homme à l'environnement requiert un très grand effort. Par exemple, la Culture en terrasses (les "andenes"), crée l’environnement, modifiant non seulement la topographie mais aussi les caractéristiques du sol, afin de répondre aux besoins de la population tout en conservant les ressources naturelles. La population actuelle gère de manière durable l’environnement sauvage l’enrichissant des héritages technologiques et d'infrastructures qu'elle reçut des diverses cultures préhispaniques. 

## Agriculture biologique

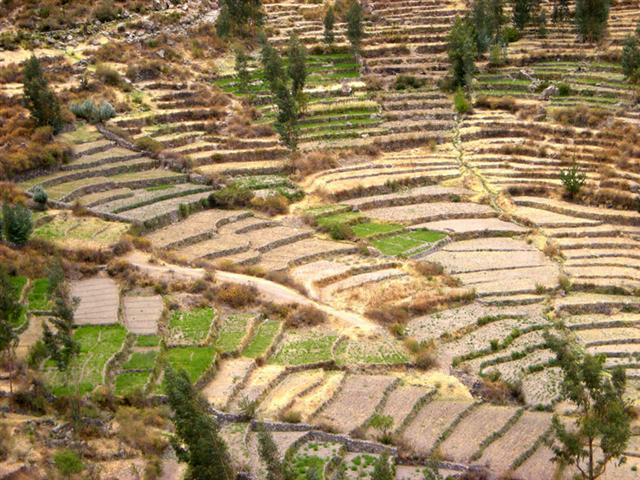
Andenes Cahuana

Dans la province l’agriculture biologique est très développée. De nombreuses plantes sont cultivées de manière biologique : kiwicha, quinoa, menthe, maïs violet, anis, llacon, maïs chullpi, tarwi.L'agriculture d'exportation se fait plutôt rare et n'est guère utile pour subvenir aux besoins économiques de la région.
Ces produits assurent la sécurité alimentaire de la région.
Ces pratiques se réalisent grâce à des techniques agro-écologique, à l'usage rationnel de l'eau, à la promotion de semences améliorées, à la conservation de la biodiversité, au renforcement d'associations de producteurs, ainsi que par des activités d'élevage complémentaires.  

## Tourisme

### Tourisme durable

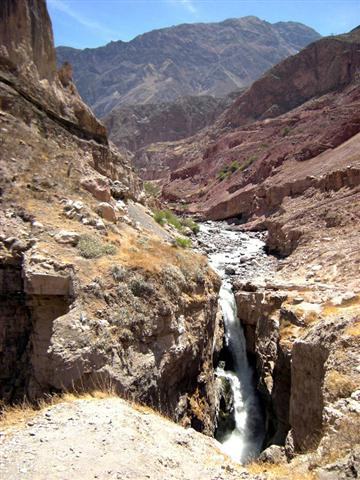
Catarata de Sipia

La réserve paysagère du bassin de Cotahuasi, est une aire naturelle protégée (ANP), où l’attrait de la nature fait du voyage une aventure réellement plaisante. On y apprécie de magnifiques paysages et la diversité de plantes endémiques, dont beaucoup ont des propriétés médicinales : muña, retama, tara, coca, jara (malva sylvestris), ruda (ruta graveolens), kiwicha, yareta (azorella compacta)
Cette biodiversité croît dans 12 écosystèmes de la réserve, depuis la montagne riveraine jusqu’aux déserts froids des alentours. Les sommets enneigés : Solimana et cordillère de Huanzos, dans les zones d’altitudes où la végétation disparaît et où l'on rencontre d'incroyables déserts de sable rouge et des formations rocheuses dénommées par les habitants « forêts de pierres ». 
Il existe également de grands ouvrages réalisés par l'homme pré-inca et qui sont bien conservés : l'ensemble des terrasses qui se trouvent dans quasiment tous les villages de la réserve. Ils sont particulièrement impressionnants à Pampamarca, à Puyca avec son amphithéâtre et à Quillunza. À travers eux se développe une riche agro biodiversité composée de cultures de maïs, fèves, haricots, oca du Pérou, patates graines, tarwi (lupin changeant), arbeja (pois), qui sont des produits andins de production biologique. 
L'homme se charge de gérer la richesse naturelle qui existe dans la réserve. C'est lui-même qui possède la culture vivante, héritage de ses ancêtres et qui même aujourd’hui peuvent s'observer dans les fêtes, coutumes, langues, vêtements avec le respect, l'amour à la terre « pachamama », la nature « kawsay ». Dans la réserve se sent et s’observe l'harmonie entre l'homme et la nature. 
La région est aussi riche de sa culture et de ses traditions. Son patrimoine culturel consiste en d'anciens peuples andins qui conservent ses traditions ancestrales : communautés de tissage de tapis, églises coloniales, chemins incas, terrasses précolombienne et constructions d'origine inca et wari de toute splendeur. L'identité culturelle des communautés rurales constitue un attrait particulier pour les visiteurs. On peut profiter d’une grande variété de folklore d'artisanats andins en plus de délicieux produits de la région.

### Quelques-uns des attraits touristiques
Sipia: La cascade de Sipia se situe en aval de Cotahuasi où le fleuve se rétrécit à une largeur de 5 m. L’eau se précipite sur 150 m de chute libre. 
Luicho: Les eaux thermales de Luicho comprennent trois piscines. L’eau sort directement de la montagne avec une température de 33 à 38 °C. Ces bains sont reconnus pour leurs vertus médicinales et relaxantes.
Plusieurs villages typiques de la montagne péruvienne, avec des ruelles étroites, des maisons de terres blanchies à la chaux avec de rustiques balcons. 

## Sources
(janvier 2013).
- Portail de la province de La Unión - Cotahuasi
- Portail des Organisations y BioNegocios de la région